# NGC 1871
NGC 1871 је расејано звездано јато у сазвежђу Златна риба које се налази на NGC листи објеката дубоког неба.
Деклинација објекта је - 67° 27' 10" а ректасцензија 5h 13m 51,8s. Привидна величина (магнитуда) објекта NGC 1871 износи 10,1 а фотографска магнитуда 10,2. NGC 1871 је још познат и под ознакама ESO 56-SC85.